# Croaghaun
 (décembre 2016).
Croaghaun (en irlandais : Cruachán) est le point culminant de l'île d'Achill dans le comté de Mayo en Irlande.